# Przeradz, Tỉnh West Pomeranian
Przeradz [ˈpʂɛrat͡s] (tiếng Đức Eschenriege)  là một ngôi làng thuộc khu hành chính của Gmina Grzmiąca, thuộc hạt Szczecinek, West Pomeranian Voivodeship, ở phía tây bắc Ba Lan. Nó nằm khoảng 13 kilômét (8 mi)   về phía đông nam Grzmiąca, 11 km (7 mi)     về phía tây bắc của Szczecinek và 136 km (85 mi)     về phía đông của thủ đô khu vực Szczecin.
Trước năm 1945, khu vực này là một phần của Đức. Đối với lịch sử của khu vực, xem Lịch sử của Pomerania.